# Aerobus (kolejka)

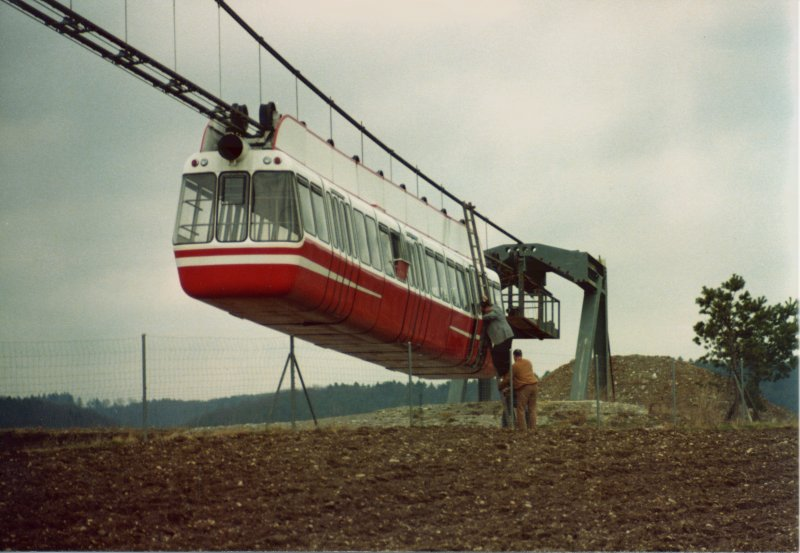
Testowy aerobus w Dietlikon (1974)

Aerobus – samobieżny pojazd zasilany energią elektryczną poruszający się na zawieszonym kablu. Ułożenie kabla, podobnie jak w moście wiszącym, pozwala uzyskać duże odległości między pylonami, nawet do 600 metrów.
System ten został wynaleziony w końcu lat 60. XX w. przez Gerharda Muellera, założyciela szwajcarskiego przedsiębiorstwa GMD Mueller produkującego kolejki linowe. Prawa patentowe do kolejki Aerobus posiada Aerobus International z Houston.

## Historia
- 1970 – pierwsza kolejka testowa w Schmerikon.
- 1975 – kolejka testowa została sprzedana do Mont-Sainte-Anne, gdzie pracowała do 1992.
- 1974 – nowa kolejka testowa w Dietlikon.
- 1975 – tymczasowa instalacja w Mannheim, w ciągu 6 miesięcy, 8 pojazdów przewiozło 2,2 mln pasażerów.
- 2000 – Chongqing wybrało kolejkę Aerobus do obsługi trasy o długości 2,6 km z trzema stacjami. Trasa miała przecinać rzeki Jangcy i Jialing w centrum miasta z pylonami umieszczonymi na wysokości ok. 90 m. Projekt ten został anulowany ze względu na szybko rozwijające się miasto, które ostatecznie wybrało droższy sposób przewozu pasażerów.
- 2007 – trasa o długości 4,2 km prowadząca przez 8 pylonów w Weihai. Kolejka w 2011 miała połączyć wyspę Liugong ze stałym lądem miasta. W jego centrum miała powstać stacja – wieża widokowa. Mimo nakładów finansowych na konstrukcję kolejki, prace zostały wstrzymane.